# Правна историја
Правна историја или историја права је научна дисциплина о процесу развоја права и разлогу његовог мењања. Правна историја је уско повезана са развојем цивилизација и делује у ширем контексту друштвене историје. Одређени правници и историчари правног процеса видели су правну историју као запис еволуције закона и техничко објашњење како су ови закони еволуирали са циљем бољег разумевања порекла различитих правних концепата; неки сматрају правну историју граном интелектуалне историје. Историчари двадесетог века посматрали су правну историју на више контекстуализован начин – више у складу са размишљањем друштвених историчара. Они су на правне институције гледали као на сложен систем правила, играча и симбола и видели су да ови елементи у интеракцији са друштвом мењају, прилагођавају, одолевају или унапређују одређене аспекте грађанског друштва. Такви правни историчари су тежили да анализирају историје случајева из параметара истраживања друштвених наука, користећи статистичке методе, анализирајући класне разлике међу странкама у парници, подносиоцима представке и другим актерима у различитим правним процесима. Анализом исхода предмета, трансакционих трошкова и броја решених предмета, започели су анализу правних институција, пракси, процедура и поднесака која даје сложенију слику права и друштва него што то може проучавање јуриспруденције, судске праксе и грађанских закона постићи.

## Древни свет
Староегипатско право, које датира још од 3000. године пре нове ере, заснивало се на концепту Маата, а карактерисалa га је традиција, реторички говор, друштвена једнакост и непристрасност. До 22. века пре нове ере, Ур-Наму, древни сумерски владар, формулисао је први постојећи законик, који се састојао од казуалних изјава („ако... онда...“). Око 1760. године п. н. е, краљ Хамураби је даље развио вавилонско право тако што га је кодификовао и уписао у камен. Хамураби је поставио неколико примерака свог законика широм Вавилонског краљевства као стеле, да их види цела јавност; ово је постало познато као Хамурабијев кодекс. Најнетакнутију копију ових стела открили су у 19. веку британски асириолози и од тада је у потпуности транслитерисана и преведена на различите језике, укључујући енглески, немачки и француски. Старогрчки нема јединствену реч за „закон“ као апстрактни концепт, задржавајући уместо тога разлику између божанског закона (thémis), људске одредбе (nomos) и обичаја (díkē). Ипак, старо грчко право је садржало велике уставне иновације у развоју демократије.

## Јужна Азија
Древна Индија и Кина представљају различите традиције права и имале су историјски независне школе правне теорије и праксе. Арташастра, која датира из 400. пре нове ере, и Манусмрити из 100. пре нове ере били су утицајни трактати у Индији, текстови који су се сматрали ауторитативним правним упутством. Мануова централна филозофија била је толеранција и плурализам и цитирана је широм југоисточне Азије. Током муслиманских освајања на индијском потконтиненту, шеријат су успоставили муслимански султанати и царства, посебно Фатава-е-Аламгири Могулског царства, коју су саставили цар Аурангзеб и различити учењаци ислама. Након британског колонијализма, хиндуистичка традиција је, заједно са исламским правом, замењена англосаксонским правом када је Индија постала део Британске империје. Малезија, Брунеј, Сингапур и Хонгконг такође су усвојили англосаксонско право.

## Источна Азија
Правна традиција источне Азије одражава јединствену мешавину секуларних и верских утицаја. Јапан је био прва земља која је почела да модернизује свој правни систем по западној линији, увозећи делове француског, али углавном немачког грађанског законика. Ово је делимично одражавало статус Немачке као силе у успону у касном деветнаестом веку. Слично томе, традиционално кинеско право уступило је место вестернизацији ка последњим годинама династије Ћинг у облику шест кодекса приватног права заснованих углавном на јапанском моделу немачког права. Данас тајвански закон задржава најближи афинитет кодификацијама из тог периода, због раскола између Чанг Кајшекових националиста, који су тамо побегли, и Мао Цедонгових комуниста који су 1949. године преузели контролу над копном. Тренутна правна инфраструктура у Народној Републици Кини је била под јаким утицајем совјетског социјалистичког права, које у суштини увећава административно право на рачун приватноправних права. Данас, међутим, због брзе индустријализације Кина се реформише, барем у погледу економских (ако не друштвених и политичких) права. Нови кодекс уговора из 1999. године представљао је окретање од административне доминације. Штавише, након петнаестогодишњих преговора, Кина је 2001. године приступила Светској трговинској организацији.